# Fernando Omar Zuloaga
Fernando Omar Zuloaga (n. 1951) es un biólogo, profesor, curador y botánico argentino. 

## Trayectoria
En 1974 obtuvo el título de Licenciado en Botánica por la Facultad de Ciencias Naturales de la UNLP. En 1978 defendió su tesis para obtener el doctorado en Ciencias Naturales, orientación Botánica, en la misma facultad. Su tema central de investigación ha sido la taxonomía de las gramíneas.
En materia de Docencia e investigación alcanzó estos hitos:
- Profesor Titular de Fitogeografía de la Universidad Nacional de La Plata, desde 1994 hasta 2018.
- Investigador del CONICET, 1979, en la categoría de Investigador Principal a partir de 1998. Investigador Superior desde 2006.
- Curador del Instituto de Botánica Darwinion, 1991 a 1996
- Subdirector del Instituto de Botánica Darwinion, 1997 - 1998
- Jefe de la Sección Sistemática del Instituto Darwinion, octubre de 1991 a junio de 1996
- Miembro del Consejo Directivo del Instituto Darwinion, octubre de 1993 a junio de 1996
- Director de la revista Darwiniana, 1997 a 2006.
- Director del Instituto de Botánica Darwinion, desde 1998 a 2019.
- Director del plan "Flora de la provincia de Jujuy"

### Distinciones
Ha obtenido becas de prestigiosas instituciones, tales como John Simon Guggenheim Memorial Foundation (1990) y Jessie Smith Noyes Foundation (1991).
- Senior Scientist del "Jardín Botánico de Missouri", 1991
- Académico de la Academia Nacional de Ciencias (Argentina), 2002
- Premio “Conservar el Futuro”, de la "Administración de Parques Nacionales", 2003
- Premio Konex Ciencia y Tecnología, 2003. Diploma al Mérito en Biología Vegetal
- Miembro de la Academia Nacional de Ciencias de Córdoba
- Premio Conservar el Futuro, por la Administración de Parques Nacionales
- Miembro de Honor de la Fundación Miguel Lillo
- Miembro Titular de la Academia Nacional de Ciencias Exactas, Físicas y Naturales, 2014.

Miembro Correspondiente de la Botanical Society of America (U.S.A., 2018).

### Epónimos
- (Poaceae) Zuloagaea Bess[3]

- (Poaceae) Guadua zuloagae Brea and Zucol[4]

## Obra
Tiene 220 trabajos científicos publicados, 19 libros sobre el Catálogo de las Plantas Vasculares de la Argentina, Flora de Plantas Vasculares de la Argentina, entre otros, publicados entre 1994 y la actualidad.
- FILGUEIRAS, Tarciso S, DAVIDSE, Gerrit, ZULOAGA, Fernando O, MORRONE, Osvaldo, Fernando Omar ZULOAGA. 2001. The establishment of the new genus altoparadisium and a reevaluation of arthropogon (Poaceae, Paniceae). Missouri Botanical Garden. Annals 88 ; 351 - 371
- Fernando Omar ZULOAGA, MORRONE, Osvaldo, RODRIGUEZ, Daniel. 1999. Análisis de la biodiversidad en plantas vasculares de la Argentina. Kurtziana. Córdoba 27 (1 ): 17 - 167
- MORRONE, Osvaldo, Fernando Omar ZULOAGA. 1999. Novedades para la flora del nordeste de la Argentina. Hickenia. Buenos Aires: 3 ( 9 ): 29 - 30
- Fernando Omar ZULOAGA, MORRONE, Osvaldo. 1999. Revisión de la Subfamilia Panicoideae . Catalogue of the Vascular Plants of Ecuador. Monogr. Syst. Bot. Missouri Bot. Gard. St. Louis 75 : 806 - 8383
- FILGUEIRAS, t.s., g. DAVIDSE, j.h. KIRKBRIDE, f. CHIANG, r. RUEDA, f.o. ZULOAGA. 1999. Should Small Herbaria Have Voting-Rights. Taxon 48 ( 4 ): 767 - 770
- ZULOAGA, f.o., o. MORRONE, a.s. VEGA, l.m. GIUSSANI. 1998. Revision and Cladistic-Analysis of Steinchisma (Poaceae, Panicoideae, Paniceae). Ann. of the Missouri Bot. Garden 85 ( 4 ): 631 - 656
- MORRONE, o., f.o. ZULOAGA, m.o. ARRIAGA, r. POZNER, s.s. ALISCIONI. 1998. Systematic Revision and Cladistic-Analysis of the Genus Chaetium (Poaceae, Panicoideae, Paniceae). Ann. of the Missouri Bot. Garden 85 ( 3 ): 404 - 424
- ZULOAGA, f.o., o. MORRONE. 1996. Revision of the American Species of Panicum Subgenus Panicum Section Panicum (Poaceae, Panicoideae, Paniceae). Ann. of the Missouri Bot. Garden 83 ( 2 ) : 200 - 280

- La abreviatura «Zuloaga» se emplea para indicar a Fernando Omar Zuloaga como autoridad en la descripción y clasificación científica de los vegetales.[5]